# Королёва, Валентина Александровна
Валентина Александровна Королёва — советский хозяйственный, государственный и политический деятель.

## Биография
Родилась в 1930 году. Член КПСС.
С 1950 года — на хозяйственной, общественной и политической работе. В 1950—1988 гг. — комсомольский и партийный работник в городе Москве, 1-й секретарь Советского райкома КПСС города Москвы, заместитель председателя Московского городского исполнительного комитета.
Избиралась депутатом Верховного Совета РСФСР 10-го созыва.
Делегат XXV и XXVI съездов КПСС.
Жила в Москве.